# 201308 Hansgrade
201308 Hansgrade è un asteroide della fascia principale. Scoperto nel 2002, presenta un'orbita caratterizzata da un semiasse maggiore pari a 3,0914244 UA e da un'eccentricità di 0,1282167, inclinata di 2,06455° rispetto all'eclittica.